# Lijst van schepen van de United States Navy (T)
Deze lijst geeft een overzicht van schepen die ooit in dienst zijn geweest bij de United States Navy waarvan de naam begint met een T.

## T-Ta
- USS T-1 (SS-52/SF-1, SST-1)
- USS T-2 (SS-60/SF-2, SST-2)
- USS T-3 (SS-61)
- USS T. A. Ward (1861)
- USS T. D. Horner (1859)
- USS Ta-Kiang (1862)
- USS Tabberer (DE-418)
- USS Tabora (AKA-45)
- USS Tackle (ARS-37)
- USS Tacloban (PG-22)
- USS Tacoma (1893, C-18, PF-3, PG-92)
- USS Taconic (LCC-17)
- USS Taconnet (YTB-417)
- USS Tacony (1863, SP-5)
- USS Tact (PG-98)
- USS Tadousac (Tug No. 22)
- USS Taganak (AG-45)
- USS Taghkanic (1864) [never built]
- USS Tahchee (YN-43)
- USS Tahgayuta (1863) [never built]
- USS Tahoma (1861, WPG-80)
- USS Takana (Id. No. 3039)
- USS Takanis Bay (CVE-89)
- USS Takelma (ATF-113)
- USS Takos (YTB-546)
- USS Talamanca (AF-15)
- USS Talbot (TB-15, DD-114, FFG-4)
- USS Talbot County (LST-1153)
- USS Talita (AKS-8)
- USS Talladega (APA/LPA-208)
- USS Tallahassee (BM-9, CL-61, CL-116)
- USS Tallahatchie (Tinclad Gunboat no. 46)
- USS Tallahatchie County (LST-1154)
- USS Tallahoma (1862)
- USS Tallapoosa (1863, 1915)
- USS Tallulah (AOT-50)
- USS Talofa (SP-1016)
- USS Taluga (AO-62)
- USS Tamaha (YN-44)
- USS Tamalpais
- USS Tamaqua
- USS Tamaque
- USS Tamarack
- USS Tamaroa
- USS Tambor (SS-198)
- USS Tampa
- USS Tampico
- USS Tanager
- USS Tanamo
- USS Tananek Bay
- USS Tancred
- USS Taney (1834, CGC-68)
- USS Tang (SS-306, SS-563)
- USS Tangier (AV-8)
- USS Tanguingui
- USS Taniwha
- USS Tanner (AGS-15, T-AGS-40)
- USS Tantalus
- USS Tapacola
- USS Taposa
- USS Tappahannock (AO-43)
- USS Tarantula (SS-12, SP-124)
- USS Tarawa (CV-40, LHA-1)
- USS Tarazed
- USS Tarbell (DD-142)
- USS Targeteer (YV-3)
- USS Tarpon (SS-14, SS-175)
- USS Tarrant
- USS Tarrytown
- USS Tartar (1869)
- USS Tasco
- USS Tasker H. Bliss (AP-42)
- USS Tatarrax
- USS Tate
- USS Tatnuck (, ATA-195)
- USS Tatoosh
- USS Tattnall (APD-19, DDG-19)
- USS Tatum (APD-81)
- USS Taupata
- USS Taurus (, PHM-3)
- USS Taussig (DD-746)
- USS Tautog (SS-199, SSN-639)
- USS Tavibo
- USS Tawah
- USS Tawakoni (ATF-114)
- USS Tawasa (ATF-92)
- USS Taylor (DD-94, DD-468, FFG-50)
- USS Tazewell
- USS Tazha

## Tc-Te
- USS Tchifonta
- USS Teaberry
- USS Teak
- USS Teal
- USS Teaser (1861, 1916)
- USS Tech III
- USS Tech Jr. (1912)
- USS Tecumseh (1863, YT-24, YT-273, SSBN-628)
- USS Tekesta (ATF-93)
- USS Telamon (ARB-8)
- USS Telfair
- USS Tellico
- USS Tempest (1869, PC-2)
- USS Temptress
- USNS Tenacious
- USS Tenacity
- USS Tenadores
- USS Tench (SS/AGSS-417)
- USS Tenedos
- USS Tenino
- USS Tennessee (1862, 1863, 1869, ACR-10, BB-43, SSBN-734)
- USS Tensas
- USS Tensaw
- USS Tercel (MSF-386)
- USS Terebinth
- USS Teresa
- USS Tern
- USS Ternate
- USS Terrebonne Parish (LST-1156)
- USS Terrell County (LST-1157)
- USS Terrier
- USS Terror (1869, BM-4, CM-5)
- USS Terry (DD-25, DD-513)
- USS Tesota
- USS Teton
- USS Tetonkaha
- USS Texan
- USS Texas (1892, BB-35, CGN-39, SSN-775)

## Th
- USS Thach (FFG-43)
- USS Thaddeus Parker (DE-369)
- USS Thagard NCC-652
- USS Thalia
- USS Thane
- USS Thatcher
- USS The Sullivans (DD-537, DDG-68)
- USS Theenim
- USS Thelma
- USS Theodore E. Chandler (DD-717)
- USS Theodore Roosevelt (1906, SSBN-600, CVN-71)
- USS Theta
- USS Thetis ()
- USS Thetis Bay (CVE-90)
- USS Thistle
- USS Thomas (DD-182, DE-102)
- USS Thomas A. Edison (SSBN-610)
- USS Thomas Blackhorne
- USS Thomas Buckley
- USS Thomas C. Hart (FF-1092)
- USS Thomas Corwin
- USS Thomas E. Fraser (MMD-24)
- USS Thomas F. Nickel (DE-587)
- USS Thomas Freeborn
- R/V Thomas G. Thompson (AGOR-9 (Operated by the University of Washington), AGOR-23 (Operated by the University of Washington)
- USS Thomas Graham
- USS Thomas H. Barry
- USS Thomas Henrix
- USS Thomas J. Gary (DER-326)
- USS Thomas Jefferson (APA-30, SSBN-618)
- USS Thomas Laundry
- USS Thomas S. Gates (CG-51)
- USS Thomas Stone
- R/V Thomas Washington (AGOR-10 (Operated by Scripps Institution of Oceanography)
- USS Thomason
- USS Thomaston (LSD-28)
- USS Thompson (DD-305, DD-627)
- USS Thor (ARC-4)
- USS Thorn (DD-647, DD-988)
- USS Thornback (SS-418)
- USS Thornborough
- USS Thornhill (DE-195)
- USS Thornton
- USS Thrasher (SS-26, SP-546, MSC-203)
- USS Threadfin (SS-410)
- USS Threat (MSF-124)
- USS Thresher (SS-200, SSN-593)
- USS Thrush (, MSC-204)
- USS Thuban (AKA-19)
- USS Thunder
- USS Thunderbolt (PC-12)
- USS Thunderer (1869)
- USS Thurston

## Ti – Tl
- USS Tiburon (SS-529)
- USS Tickler (1812)
- USS Ticonderoga (1814, 1863, 1918, ID-1968, CV-14, CG-47)
- USS Tide (SP-953)
- USS Tidewater (AD-31)
- USS Tiger (ID-1640, WPC-152)
- USS Tigress (1813, 1861, 1871, 1905)
- USS Tigrone (AGSS-419)
- USS Tilefish (SS-307)
- USS Tillamook (AT-16, SP-269, ATA-192)
- USS Tillman (DD-135, DD-641)
- USS Tills (DE-748)
- USS Timbalier (AVP-54)
- USS Timber Hitch (AGM-17)
- USS Timmerman (DD-828)
- USS Timor (1861)
- USS Tingey (TB-34, DD-272, DD-539)
- USS Tingles (AG-144)
- USS Tinian (CVE-123)
- USS Tinosa (SS-283, SSN-606)
- USS Tinsman (DE-589)
- USS Tioga (1862, 1916)
- USS Tioga County (LST-1158)
- USS Tippecanoe (1862, AO-21, T-AO-199)
- USS Tipton (AKA-215)
- USS Tirante (SS-420)
- USS Tiru (SS-416)
- USS Tisdale (DE-33)
- USNS Titan
- USS Titania (AK-55)
- USS Tivives (1911)
- USS Tjikembang (1914)
- USS Tjisondari (1915)
- USS Tlingit (YTB-497)

## To
- USS Toad
- USS Tocobaga
- USS Tocsam
- USS Todd
- USS Toiler
- USS Toka
- USS Token
- USS Toledo (CA-133, SSN-769)
- USS Tolland
- USS Tollberg (APD-103)
- USS Tolman (MMD-28)
- USS Tolovana (AO-64)
- USS Tolowa
- USS Tom Bowline (1814)
- USS Tom Green County (LST-1159)
- USS Tomahawk
- USS Tomatate (SS-421)
- USS Tombigbee (AOG-11)
- USS Tomich (DE-242)
- USS Tommy Traddles
- USS Tonawanda (1864, ANL-89)
- USS Tonkawa
- USS Tonopah, (BM-8)
- USS Tonowek Bay
- USS Tonti
- USS Tontogany
- USS Tooele
- USS Topa Topa
- USS Topawa
- USS Topaz
- USS Topeka (PG-35, CL-67, SSN-754)
- USS Topenebee
- USS Topila
- USS Torch
- USS Torchwood
- USS Tornado (PC-14)
- USS Toro (SS-422)
- USS Torpedo
- USS Torrance
- USS Torrington
- USS Torry
- USS Torsk (SS-423)
- USS Tortola
- USS Tortuga (LSD-26, LSD-46)
- USS Totem Bay
- USS Toucan
- USS Toucey (DD-282)
- USS Tourist
- USS Tourmaline
- USS Towaliga
- USS Towers (DDG-9)
- USS Towhee
- USS Towner
- USS Townsend
- USS Toxaway

## Tr
- USS Trabajador
- USS Tracer
- USS Tracker
- USS Tracy (DD-214)
- USS Traffic
- USS Tramp
- USS Tranquillity
- USS Transfer
- USS Trapper
- USS Trathen (DD-530)
- USS Traveler (SP-122)
- USS Traveller (1805)
- USS Traverse County (LST-1160)
- USS Travis
- USS Traw
- USS Treasure
- USS Trefoil
- USS Trego
- USS Trembler (SS-424)
- USS Trenton (1876, CL-11, LPD-14)
- USS Trepang (SS-412, SSN-674)
- USS Trever (DD-339/DMS-16/AG-110)
- USS Triana
- USS Triangulum
- USS Trident
- USS Trieste (1953)
- USS Trieste II (DSV-1)
- USS Trigger (SS-237, SS-564)
- USS Trilby
- USS Trimount
- USS Tringa (ASR-16)
- USS Trinity
- USS Tripoli (CVE-64, LPH-10)
- USS Trippe (1812, DD-33, DD-403, FF-1075)
- USS Tristram Shandy
- USS Triton (YT-10, SS-201, SSN-586)
- USS Tritonia
- USS Triumph (AGOS-4)
- USS Trocadero Bay
- USS Troilus
- USS Trollope
- USS Trouncer
- USS Troup
- USS Trousdale
- USS Trout (SS-202, SS-566)
- USS Truant
- USS Truckee (AO-147)
- USS Truett (FFT-1095)
- USS Trumbull ()
- USS Trumpeter (DE-180)
- USS Trumpetfish (SS-425)
- USS Trutta (SS-421)
- USS Truxtun (1842, DD-14, DD-229, APD-98, CGN-35, DDG-103)
- USS Tryon

## Tu
- USS Tucana
- USS Tucker (DD-57, DD-374)
- USS Tucson (CL-98, SSN-770)
- USS Tucumcari
- USS Tudno
- USS Tulagi (CVE-72)
- USS Tulare (LKA-112)
- USS Tularosa
- USS Tulip
- USS Tullibee (SS-284, SSN-597)
- USS Tulsa (CA-129)
- USS Tuluran
- USS Tumult
- USS Tuna (SS-27, SP-664, SS-203)
- USS Tunica (ATA-178)
- USS Tunis
- USS Tunisien
- USS Tunny (SS-282, SSN-682)
- USS Tunxis (1864, ANL-90)
- USS Tupelo
- USS Turaco
- USS Turandot
- USS Turbot (SS-31, SS-427)
- USS Turkey
- USS Turner (DD-259, DD-648, DD-834)
- USS Turner Joy (DD-951)
- USS Turquoise
- USS Turtle (1775, DSV)
- USS Tuscaloosa (CA-37, LST-1187)
- USS Tuscana
- USS Tuscarora (1861, ATA-245)
- USS Tuscola (YT-280)
- USS Tuscumbia (1862, YTB-762)
- USS Tusk (SS-426)
- USS Tutahaco (YTB-524)
- USS Tutuila (PG-44, ARG-4)
- USS Tweedy (DE-532)
- USS Twiggs (DD-127, DD-591)
- USS Twilight
- USS Twin Falls (AGM-11)
- USS Twining (DD-540)
- USS Two Sisters (1856)
- USS Tybee (1895)
- USS Tyee (1884)
- USS Tyler (1857)
- USS Typhon (ARL-28)
- USS Typhoon (PC-5)
- USS Tyrrell (AKA-80)

A · B · C · D · E · F · G · H · I · J · K · L · M · N · O · P · Q · R · S · T · U · V · W · X · Y · Z